# Fairfield, California
Fairfield (California), thành phố, thủ phủ của Quận Solano, miền Trung bang California. Thành phố này có dân định cư năm 1835, và thành phố được thành lập năm 1903. Đây là một trung tâm thương mại và chế biến phục vụ khu vực nông nghiệp quanh nó. Các sản phẩm chế tạo của thành phố này bao gồm: hàng dệt, thuốc nổ, thiết bị y tế. Sản xuất rượu vang và đồ uống cũng có vai trò quan trọng đối với thành phố này. Gần thành phố này có Căn cứ Không quân Travis.